# Ладижець Володимир Іванович
Володи́мир Іва́нович Ладижець (* 17 червня 1924, Харківці, Остропільський район, Кам'янець-Подільський — † 22 листопада 1991, Ужгород), український поет та прозаїк, перекладач, член НСПУ з 1950 року. Лауреат премії імені Лесі Українки, нагороджений орденом «Знак Пошани», медалями, грамотою Президії ВР України.

## Життєпис
Народився в сім'ї вчителя. Перші його вірші Остропільська районна газета надрукувала в квітні 1941.
Учасник Другої світової війни — в 1942—1944 роках. У військовій газеті «Зенітник» друкуються його вірші «Бійцю», «Лист», «Оповідь про бойову сестру», «Розвідник».
Закінчив Вищу партійну школу при ЦК КПУ, був на редакційно—видавничій роботі. Працював у пресі Закарпатської області — головний редактор Закарпатського обласного книжково-газетного видавництва, був відповідальним секретарем Закарпатської організації Спілки письменників України.
Його доробок:
- 1950 — перша збірка поезій «Славлю труд»,
- 1951 — «Єдність»,
- 1952 — «Винобрання»,
- 1955 — «За синіми перевалами»,
- 1959 — «Лірика»,
- 1963 — «Між берегами»,
- 1963 — «З далеких і близьких доріг»,
- 1974 — «Ясновид»,
- 1984 — «Вибране».

Прозаїчна трилогія «Перехрестя»: «Перехрестя» — 1967, 1971 — «Розхитана земля», 1976 — «За бруствером — світанок».
Видано близько двадцяти його дитячих книжок віршів, казок, загадок, пісень:
- 1953 — «Сопілка»,
- 1955 — «Казки»,
- 1956 — «Я живу на Закарпатті»,
- 1959 — « Герої нашого двору»,
- 1960 — «Ой дударі-трударі»,
- 1961 — «Ми малята-веселята»,
- 1962 — «Біг лисок через лісок»,
- 1964 — «Топ, топ, топаночки»,
- 1965 — «Я малий собі гуцулик»,
- 1967 — «Ой чесало дівча косу»,
- 1973 — «Гей, коники, гей конята», перекладено угорською мовою та випущено в Будапешті,
- 1974 — «Трембіта»,
- 1977 — «Зелен виноград»,
- 1979 — «Сонце над Верховиною».

На його вірші створили пісні композитори Анатолій Кос-Анатольський, Юдіф Рожавська, Богдана Фільц.
Перекладав з чеської, словацької, угорської мов:
- 1956 — «Чеські та словацькі казки», співавтор: К. Лустіч,
- 1960 — повість Т. Зелінова «Якутко», співавтор: А. Патрус-Карпатський,
- 1967 — вірші для дошкільнят М. Ферка «Таємниця іграшок»,
- 1960 — з угорської — вірші для дітей Л. Балли «Перші ластівки».

Похований на пагорбі Слави цвинтаря Кальварія.